# Ritzebüttler Schule
Die Ritzebüttler Schule in Cuxhaven, Grodener Chaussee 11, steht unter Denkmalschutz und ist in der Liste der Baudenkmale in Cuxhaven enthalten.

## Geschichte
Das dreigeschossige verklinkerte Hauptgebäude von 1914, wohl schon im Stil der Reformarchitektur, mit einem Mansarddach und einem breiten dreigeschossigen Mittelrisalit wurde kriegsbedingt zunächst bis 1919 von der Kaiserlichen Marine als Lazarett genutzt. Ab Oktober 1919 konnte der Schulbetrieb aufgenommen werden. Ein weiterer eingeschossiger Flügel aus derselben Zeit sowie eine neuere Turnhalle gruppieren sich um den Schulhof.
Die Ritzebütteler Schule ist heute (2020) eine Grundschule.
Ritzebüttel ist heute ein Teil des Stadtkerns von Cuxhaven und war ein Ort im ehemaligen Hamburger Amt Ritzebüttel. 1872 vereinigten sich die Orte Ritzebüttel und Cuxhaven.